# Водонапорная башня Норт-Пойнт
Водонапорная башня Норт-Пойнт в городе Милуоки, Соединённые Штаты Америки, возведена в 1873—1874 годах в составе первой очереди городского водопровода. Построенная в викторианском стиле и неоготических формах, она стала ярким украшением столицы штата Висконсин, а в 1973 году внесена в Национальный реестр исторических мест США.
Сооружение высотой 53 метра выстроено архитектором Чарльзом Гомбертом на высоком берегу озера Мичиган. Насосная станция для подачи воды из озера располагается ниже по склону. Резервуар башни не слишком велик, его основной задачей было не запасать воду на утренние и вечерние часы, как это делают обычные водонапорные башни, а сглаживать пульсацию давления от работы поршневых насосов. Лишь в 1963 году, после оборудования новой насосной станции, башня потеряла своё утилитарное предназначение.
Несущий каркас водонапорной башни выполнен из кованого железа, стены — из местного розовато-бежевого известняка, добытого в окрестностях Милуоки, в городе Уоватоса. Стены несли не только декоративную функцию, но и защищали воду в стояках ствола от подмораживания в холодное время года. Крыша и шпиль башни покрыты оцинкованным железом.